# Bodum
Bodum är en ort i Arnäs socken, Örnsköldsviks kommun.
Vid småortsavgränsningen 2010 utgjorde bebyggelsen i området närmast Nabbsundet en småort. Vid tätortsavgränsningen 2015 hade hela orten kommit att hamna inom Örnsköldsviks tätorts gränser.